# Nea Salamis Famagusta FC

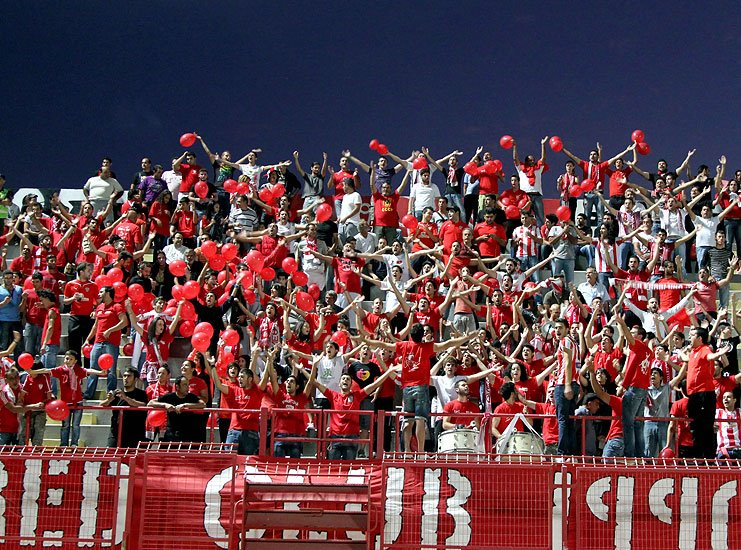
Fans van Nea Salamis

Nea Salamis Famagusta FC of Nea Salamina Famagusta FC (Grieks: Νέα Σαλαμίς Αμμοχώστου) is een professioneel voetbalteam uit de Cypriotische plaats Famagusta. De club is gevestigd in Larnaca, nadat Turkije in 1974 het noordelijk deel van het eiland bezette. Meridian steunt de club, die vernoemd is naar de oude stad van Cyprus, Salamis of Salamina, die zich dicht bij het moderne Famagusta bevindt ("Nea" betekent "Nieuw" in het Grieks: Σαλαμίς).
Nea Salaminas meest opmerkelijke prestaties zijn de overwinningen bij de Cypriotische voetbalbeker en de Cyprus FA Shield (Supercup) in 1990. In de A Divizion is de derde plek de beste prestatie. De eerste vijf jaar (1948–1953) deed het team mee aan de kampioenschappen van de Cyprus Amateur Football Federation. In 1953 sloot de club zich bij de Cypriotische voetbalbond (CFA) aan, waardoor ze mee konden doen aan de kampioenschappen van de bond en om de beker. Ze heeft meer dan 50 seizoenen in de A Divizion gespeeld; in het eerste seizoen eindigde de club als zevende.
Het team nam voor het eerst deel aan de Europese competitie in 1990 bij de Europacup. Verder speelden ze in drie UEFA Intertoto Cups, namelijk die van 1995, 1997 en 2000. Het team is onderdeel van de sportverenigingen van Nea Salamina Famagusta; deze club heeft ook een volleybalteam voor mannen.

## Nea Salamina in Europa
- R = ronde
- Groep = groepsfase
- PUC = punten UEFA coëfficiënten

| Seizoen | Competitie    | Ronde | Land                          | Club                   | Score    | PUC |
| ------- | ------------- | ----- | ----------------------------- | ---------------------- | -------- | --- |
| 1990/91 | Europacup II  | 1R    | Vlag van Schotland            | Aberdeen FC            | 0-2, 0-3 | 0.0 |
| 1995    | Intertoto Cup | Groep | Vlag van Duitsland            | Bayer 04 Leverkusen    | 0-2      | 0.0 |
|         |               | Groep | Vlag van Griekenland          | OFI Kreta              | 1-2      | 0.0 |
|         |               | Groep | Vlag van Servië en Montenegro | FK Budućnost Podgorica | 1-1      | 0.0 |
|         |               | Groep | Vlag van Estland              | JK Tervis Pärnu        | 2-0      | 0.0 |
| 1997    | Intertoto Cup | Groep | Vlag van Frankrijk            | AJ Auxerre             | 1-10     | 0.0 |
|         |               | Groep | Vlag van Zwitserland          | FC Lausanne-Sport      | 1-4      | 0.0 |
|         |               | Groep | Vlag van België               | Antwerp FC             | 0-4      | 0.0 |
|         |               | Groep | Vlag van Noord-Ierland        | Ards FC                | 4-1      | 0.0 |
| 2000    | Intertoto Cup | 1R    | Vlag van Albanië              | KS Vllaznia Shkodër    | 4-1, 2-1 | 0.0 |
|         |               | 2R    | Vlag van Oostenrijk           | FK Austria Wien        | 1-0, 0-3 | 0.0 |

Totaal aantal punten voor UEFA coëfficiënten: 0.0